# آنا بيورك كريستغاندوتير
آنا بيورك كريستغاندوتير هي لاعبة كرة قدم آيسلندية، ولدت في 14 أكتوبر 1989 في آيسلندا. لعبت مع KIF Örebro DFF ‏.

## وصلات خارجية
- آنا بيورك كريستغاندوتير على موقع الاتحاد الأوربي (الإنجليزية)
- آنا بيورك كريستغاندوتير على موقع قاعدة بيانات كرة القدم.إي يو (الإنجليزية)
- آنا بيورك كريستغاندوتير على موقع Soccerway.com (الإنجليزية)
- آنا بيورك كريستغاندوتير على موقع عالم كرة القدم.نت (الإنجليزية)